# Lista odcinków serialu Mega przygody Bucketa i Skinnera
W artykule znajduje się lista odcinków serialu Mega przygody Bucketa i Skinnera, emitowanego w Polsce od 30 września 2012 roku na kanale Nickelodeon.

## Serie
| Seria | Odcinki | Premiera serii | Finał serii | Premiera serii   | Finał serii   |
| ----- | ------- | -------------- | ----------- | ---------------- | ------------- |
| 1     | 26      | 1 lipca 2011   | 1 maja 2013 | 30 września 2012 | 6 lutego 2013 |

## Seria 1: 2011–13
- Ta seria liczy 26 odcinków.

| #     | Tytuł            | Reżyseria              | Scenariusz                        | Premiera            | Premiera                                                | Kod produkcji |
| ----- | ---------------- | ---------------------- | --------------------------------- | ------------------- | ------------------------------------------------------- | ------------- |
| 1     | Epic Election    | Leonard R. Garner, Jr. | Boyce Bugliari & Jamie McLaughlin | 1 lipca 2011        | 14 października 2012 (Nick) 14 listopada 2012 (Nick HD) | 103           |
| 2     | Epic Girls       | Leonard R. Garner, Jr. | Boyce Bugliari & Jamie McLaughlin | 1 lipca 2011        | 7 października 2012 (Nick) 13 listopada 2012 (Nick HD)  | 102           |
| 3     | Epic Jobs        | Roger Christiansen     | Boyce Bugliari & Jamie McLaughlin | 2 lipca 2011        | 21 października 2012 (Nick) 15 listopada 2012 (Nick HD) | 104           |
| 4     | Epic Brains      | Leonard R. Garner, Jr. | Harry Hannigan & Shawn Simmons    | 3 lipca 2011        | 30 września 2012 (Nick) 12 listopada 2012 (Nick HD)     | 101           |
| 5     | Epic Dancer      | Roger Christiansen     | May Chan & Elliott Owen           | 10 lipca 2011       | 4 listopada 2012 (Nick) 16 listopada 2012 (Nick HD)     | 105           |
| 6     | Epic Musical     | Mark Cendrowski        | Boyce Bugliari & Jamie McLaughlin | 15 lipca 2011       | 16 grudnia 2012 (Nick) 23 listopada 2012 (Nick HD)      | 110           |
| 7     | Epic Rockstar    | Roger Christiansen     | May Chan & Elliott Owen           | 22 lipca 2011       | 30 grudnia 2012 (Nick) 24 stycznia 2013 (Nick HD)       | 112           |
| 8     | Epic Escape      | Leonard R. Garner, Jr. | Harry Hannigan & Shawn Simmons    | 30 lipca 2011       | 2 grudnia 2012 (Nick) 21 listopada 2012 (Nick HD)       | 108           |
| 9     | Epic Wingman     | Leonard R. Garner, Jr. | Boyce Bugliari & Jamie McLaughlin | 13 sierpnia 2011    | 9 grudnia 2012 (Nick) 22 listopada 2012 (Nick HD)       | 109           |
| 10    | Epic Babysitters | Lynn McCracken         | Harry Hannigan & Shawn Simmons    | 16 września 2011    | 23 stycznia 2013 (Nick) 29 stycznia 2013 (Nick HD)      | 115           |
| 11    | Epic Bobo        | Roger Christiansen     | Boyce Bugliari & Jamie McLaughlin | 23 września 2011    | 21 stycznia 2013 (Nick) 25 stycznia 2013 (Nick HD)      | 113           |
| 12    | Epic Takeover    | Roger Christiansen     | Harry Hannigan & Shawn Simmons    | 30 września 2011    | 11 listopada 2012 (Nick) 19 listopada 2012 (Nick HD)    | 106           |
| 13    | Epic Dates       | Trevor Kirschner       | May Chan & Elliott Owen           | 7 października 2011 | 23 grudnia 2012 (Nick) 23 stycznia 2013 (Nick HD)       | 111           |
| 14    | Epic Cuffs       | Roger Christiansen     | Harry Hannigan & Shawn Simmons    | 17 marca 2012       | 30 stycznia 2013 (Nick) 8 lutego 2013 (Nick HD)         | 120           |
| 15    | Epic Crashers    | Jonathan Weiss         | Boyce Bugliari & Jamie McLaughlin | 24 marca 2012       | 4 lutego 2013 (Nick) 14 lutego 2013 (Nick HD)           | 124           |
| 16    | Epic Haunting    | Gil Junger             | May Chan & Elliott Owen           | 28 kwietnia 2012    | 28 października 2012 (Nick) 6 lutego 2013 (Nick HD)     | 118           |
| 17-18 | Epic Break-Up    | Roger Christiansen     | Harry Hannigan & Shawn Simmons    | 9 czerwca 2012      | 5/6 lutego 2013 (Nick) 15/18 lutego 2013 (Nick HD)      | 125-126       |
| 19    | Epic Christmas   | Victor Gonzalez        | Boyce Bugliari & Jamie McLaughlin | 22 grudnia 2012     | 22 grudnia 2012 (Nick) 21 grudnia 2012 (Nick HD)        | 121           |
| 20    | Epic Crush       | Roger Christiansen     | Boyce Bugliari & Jamie McLaughlin | 27 marca 2013       | 22 stycznia 2013 (Nick) 28 stycznia 2013 (Nick HD)      | 114           |
| 21    | Epic Copycat     | Mark Gendrowski        | Andrew Farrote                    | 3 kwietnia 2013     | 25 stycznia 2013 (Nick) 5 lutego 2013 (Nick HD)         | 117           |
| 22    | Epic Chicken     | Leonard R. Garner, Jr. | Boyce Bugliari & Jamie McLaughlin | 10 kwietnia 2013    | 18 listopada 2012 (Nick) 20 listopada 2012 (Nick HD)    | 107           |
| 23    | Epic Cheer       | Victor Gonzalez        | May Chan & Elliott Owen           | 17 kwietnia 2013    | 31 stycznia 2013 (Nick) 12 lutego 2013 (Nick HD)        | 122           |
| 24    | Epic Cupids      | Roger Christiansen     | Ted Michaels & Tanya Scheer       | 24 kwietnia 2013    | 24 stycznia 2013 (Nick) 4 lutego 2013 (Nick HD)         | 116           |
| 25    | Epic Showdown    | Gil Junger             | Boyce Bugliari & Jamie McLaughlin | 1 maja 2013         | 29 stycznia 2013 (Nick) 7 lutego 2013 (Nick HD)         | 119           |
| 26    | Epic Seal        | Roger Christiansen     | Tommy Lynch                       | 1 maja 2013         | 1 lutego 2013 (Nick) 13 lutego 2013 (Nick HD)           | 123           |